# La familia de saltimbanquis
La familia de saltimbanquis (en francés: Famille de saltimbanques) es un óleo sobre lienzo de 1905 de Pablo Picasso. La obra muestra seis saltimbanquis, una especie de artista circense itinerante, en un paisaje desolado. Se considera la obra maestra del Período Rosa de Picasso, a veces llamado su período circense. La pintura se encuentra en la colección de la Galería Nacional de Arte en Washington D. C.

## Contexto histórico
Esta pintura fue creada durante los primeros años de Picasso como artista después de mudarse a París desde Barcelona en 1904. Cuando era un joven con poco dinero, Picasso vivía en un estudio en un edificio ruinoso conocido como Bateau-Lavoir. Tuvo la suerte de estar rodeado de los muchos artistas jóvenes que vivían en el edificio y el área local, pero para Picasso, este fue un período de soledad y pobreza. Su simpatía por la gente solitaria, pobre y aislada es más evidente en las pinturas melancólicas de su Período Azul, que continuó hasta 1904. En 1905, Picasso cambió su perspectiva y comenzó a pintar en una nueva paleta de tonos más cálidos, representando sujetos con un matiz más positivo. En este Período Rosa, Picasso desarrolló un interés en la vida del saltimbanqui, o artista de circo ambulante, a menudo representando grupos o familias de acróbatas.

## Descripción
La familia de Saltimbanquis fue pintado durante un período desde finales de 1904 hasta principios de 1906 cuando Picasso estaba explorando temas sobre el saltimbanqui. Durante este período, Picasso asistió con frecuencia al Cirque Medrano en Montmartre y se inspiró en un grupo de artistas allí. En los artistas circenses, Picasso encontró una conexión, ya que como él mismo, muchos de ellos eran de España y vivieron un estilo de vida transitorio que también había experimentado de joven.
La familia de Saltimbanquis es una pintura enorme que mide 213 x 229 cm. Fue una obra ambiciosa para un artista joven y empobrecido. La pintura consta de un grupo de saltimbanquis, que están juntos pero parecen estar desconectados porque no se miran entre sí. Picasso se representó a sí mismo en esta composición como el arlequín vestido con un traje estampado de diamantes. Las figuras del grupo parecen aisladas como si estuvieran perdidas en sus propios pensamientos. Miran hacia una mujer que está sentada sola. Se muestra que el arlequín se está acercando a un niño que está parado detrás de él.
John Richardson y otros historiadores del arte han considerado que la atmósfera de ensueño de la pintura y las apariciones inexpresivas de las figuras fueron influenciadas por el uso de opio de Picasso, una sustancia que fue utilizada regularmente por los inquilinos del Bateau-Lavoir durante este período. En el primer volumen de la biografía de 1991 de John Richardson, Una vida de Picasso, afirmó que el artista fumó opio varias veces a la semana entre 1904 y 1908.

## Análisis científico
El análisis de la pintura ha revelado que Picasso pintó la composición dos veces antes de completar la tercera y última capa. En 1980, E.A. Carmean y Ann Hoenigswald hicieron el descubrimiento mientras realizaban un examen de rayos X de la pintura. El examen reveló que había dos pinturas anteriores debajo de la superficie, la primera de las cuales representaba a una familia de circo y la segunda representaba a un par de acróbatas. Esto mostró que Picasso trabajó en el lienzo durante más de un año y también ayudó a aclarar la cronología de su transición artística desde el final de su Período Azul en 1904 hasta su Período Rosa temprano en 190https://www.wikidata.org/wiki/Special:EntityPage/Q54333715. Los historiadores del arte no tienen claro si Picasso pintó sobre las pinturas anteriores porque no estaba satisfecho con ellas o simplemente porque era demasiado pobre para permitirse un nuevo lienzo.
La radiografía ha mostrado las versiones anteriores del cuadro, en las que Picasso había realizado varios cambios en las figuras, como el sombrero y los hombros de la mujer, el color de las zapatillas de ballet del niño y la pierna del bufón rojo.
El estudio científico también reveló cómo Picasso no solo cambió las figuras a lo largo de varias versiones de la pintura, sino que también cambió la tonalidad. La imagen original era predominantemente azul, pero Picasso la cambió a rosa y permitió que los tonos azules se mostraran a través de la pintura a medida que realizaba cambios en la pintura. La composición final resultante transmite una paleta de color rosa-azul oscuro que presenta una atmósfera general de tristeza.

## Interpretación
Los críticos han sugerido que La familia de saltimbanquis es un retrato grupal encubierto de Picasso y su círculo social, simbolizado como pobre, independiente y aislado. El cuadro fue retirado del salón español de la IX Bienal de Venecia en 1910, porque la organización lo consideró inapropiado.
Las figuras de la pintura se han descrito como representaciones de identidades específicas. Mientras que el arlequín se parece a Picasso, el pequeño acróbata se parece al amigo de Picasso, el poeta Max Jacob. Se considera que el acróbata de ceja profunda es una representación de André Salmon y se dice que el gran bufón es una representación de Guillaume Apollinaire. Junto a estos amigos, Picasso frecuentaba el Cirque Medrano. En su libro Picasso and Apollinaire: The Persistence of Memory, Peter Read señala que los dibujos preparatorios de la obra revelaron que el gran bufón era en realidad una representación de El Tío Pepe Don José, el jefe de una compañía de circo. Continúa opinando que las figuras del cuadro son alegóricas y representan a Picasso y su círculo social de cara a un nuevo siglo sin un camino claro que los oriente.
Harold B. Plum señala que las figuras de la pintura están colocadas de izquierda a derecha en orden descendente de altura, siendo la figura más alta el propio Picasso. Describe la pintura como una ilustración de la transición personal del artista. "En la pintura, estaba representando una metamorfosis desde la niñez tardía a la edad adulta, en la vida y en el arte".
E.A. Carmean ha establecido una conexión entre las figuras del cuadro y las circunstancias de la vida personal de Picasso. En el momento en que Picasso estaba trabajando en este cuadro vivía con su compañera Fernande Olivier . Había traído a casa a una niña de diez años de un orfanato y luego la había devuelto. Carmean notó que en la pintura, el arlequín, que representa a Picasso, se está acercando a la niña que está parada a sus espaldas. En el lado derecho del cuadro hay una mujer aislada, que representa a Olivier, quien está sentado con una mano en su hombro y la otra en su regazo como si tuviera un bebé perdido. Carmean considera que esta imagen es una metáfora de este incidente emocional en la vida de Picasso.

## Importancia y legado
La familia de saltimbanquis es la culminación del ciclo Saltimbanqui, una serie de dibujos, pinturas, grabados y esculturas en los que Picasso se centró desde finales de 1904 hasta finales de 1905. Después de estudiar la vida de los artistas circenses del Cirque Medrano, Picasso decidió retratarlos no desde la perspectiva alegre de sus actuaciones, sino como un grupo aislado dentro de una imagen estática y melancólica. Musée d'Orsay describe la pintura como una obra maestra y comenta que "Picasso está menos interesado en la muestra, generalmente excluido del marco, que en los otros aspectos de sus vidas, capturando un espacio medial entre los mundos público y privado donde en el la trivialidad más banal y la gracia más sublime convergen."

## Procedencia
La pintura ha estado en la colección de la Galería Nacional de Arte en Washington D. C. desde 1963, por legado de Chester Dale.